# Tlaxcalancingo
Tlaxcalancingo es una localidad mexicana, ubicada en el municipio de San Andrés Cholula, en el estado de Puebla. 

## Geografía
Se encuentra a una altitud de 2 122 m s. n. m., aproximadamente a 5 km de la cabecera municipal, San Andrés Cholula.

## Demografía

### Población
Conforme al Censo de Población y Vivienda 2010 realizado por el Instituto Nacional de Estadística y Geografía (INEGI) con fecha censal del 12 de junio de 2010, Tlaxcalancingo, contaba hasta ese año con un total de 54 517 habitantes, de dicha cifra, 26 305 eran hombres y 28 212 eran mujeres.
| Gráfica de evolución demográfica de Tlaxcalancingo entre 1900 y 2010                                        |
| |
| Instituto Nacional de Estadística y Geografía. «Archivo histórico de localidades» Consultado el 29-07-2015. |